# فرانسیسکو گوئررو
فرانسیسکو گوئررو (انگلیسی: Francisco Guerrero؛ زادهٔ ۱۹ ژوئن ۱۹۳۴) بازیکن سابق فوتبال اهل اسپانیا است.